# جاده ای۱۳۴
جاده ای۱۳۴ (به انگلیسی: A134 road) یکی از جاده‌های کشور انگلستان است.
این جاده از روستای توتنهیل در شهرستان نورفک شروع و در شهرک کولچستر در شهرستان اسکس به پایان می‌رسد، طول این جاده ۱۱۴٫۷ کیلومتر است.